# Answers (Ui)
Answers è il quarto album in studio del gruppo musicale statunitense Ui pubblicato il 24 giugno 2003 dalla Southern Records.

## Descrizione
Viene considerato da molti il lavoro con cui il gruppo statunitense ritorna sulla scena dopo il precedente Lifelike. Il disco non è molto differente dagli altri lavori della band: molto melodico grazie alla perfetta miscela del basso elettrico e delle percussioni, dà luogo ad un'esperienza uditiva più unica che rara.

## Tracce
1. Back Up – 2:28
2. Get Hot, You Burn – 2:35
3. Mrs. Lady Lady – 2:53
4. Sunny Nights – 3:59
5. Answers – 5:09
6. The Headache Boat – 2:36
7. Boxer Painter – 1:56
8. Banjo – 5:01
9. Sleep Hold – 3:57
10. Elettrodomestici – 3:16
11. Please Release Me – 3:46
12. John Fitch Way – 6:36
13. Lullaby – 1:12